# Kościół Ducha Świętego w Poznaniu
Kościół Ducha Świętego w Poznaniu – rzymskokatolicki kościół parafialny, zlokalizowany w Poznaniu w Antoninku przy ul. Jaromira, pomiędzy ulicami Zbyłowita i Leszka.

## Historia
W 1938 powołano pierwszego administratora parafii, ks. Jana Pietrzaka. 4 czerwca 1938 parafia otrzymała akt erekcyjny i rozpoczęto budowę kościoła w miejscu obecnej jego lokalizacji. Zdążono wybudować podziemia, w których w 1938 odprawiono pierwszą pasterkę. Kamień węgielny poświęcił 28 maja 1939, w święto Zesłania Ducha Świętego, biskup Walenty Dymek. Budowa została przerwana przez wybuch II wojny światowej. Budynek kościelny, na którym właśnie rozpoczęto stawianie więźby dachowej, został w 1941 wysadzony przez niemieckiego okupanta. W 1946, pod administracją ks. proboszcza Tadeusza Kowalskiego, tymczasową świątynię urządzono w drewnianym baraku przy ul. Browarnej, poświęconym 22 grudnia tego samego roku, przez ks. arcybiskupa Walentego Dymka. W 1948 obok baraku zaczęto budowę domu parafialnego, którą przerwano z nakazu ówczesnych władz PRL. W 1950 parafię objął nowy proboszcz, ks. Florian Deresiński, który nie ustawał w staraniach o uzyskanie zgody na budowę kościoła przy ul. Jaromira. Z powodu nieprzychylności władz starania te okazywały się daremne, a jedynym ich efektem była w 1956 zgoda na budowę probostwa. 1 grudnia 1971 obowiązki proboszcza parafii objął ks. Stanisław Szymkowiak. W marcu 1973 nastąpiło długo oczekiwane zatwierdzenie projektu obecnego kościoła autorstwa Aleksandra Holasa, a rok później, w marcu 1974, ruszyła jego budowa. 8 kwietnia 1975 arcybiskup Antoni Baraniak poświęcił kamień węgielny, a 31 października 1976 poświęcono budynek kościoła. W 1998 biskup Zdzisław Fortuniak dokonał konsekracji kościoła parafialnego.

## Architektura
Kościół wybudowany jest na planie trójkąta. Nad jednym z jego naroży wznosi się wieża z umieszczonymi na jej bocznych ścianach w 1999 dwoma zegarami. Wcześniej, w 1981, zainstalowano w niej trzy nowe dzwony. Do 2010 prezbiterium ozdobione było kompozycją metaloplastyczną z wielkim krucyfiksem pośrodku, z sylwetką Ducha Świętego umieszczoną ponad nim. W 2011 wykonano nową aranżację prezbiterium wg projektu Katarzyny Dąbrowskiej-Marszał i zlikwidowano metaloplastykę. Na bocznej ścianie zamontowano stacje drogi krzyżowej wykonane w 1978, autorstwa Jacka Zagajewskiego i Andrzeja Marchewki. Po drugiej stronie rzeźba św. Antoniego Padewskiego, którą zainstalowano w 1995 i boczny ołtarz z obrazem Miłosierdzia Bożego z 1996 autorstwa Stanisława Mystka. Jego projektu są również witraże w kościele. W 1997 w kościele zainstalowano figurę Matki Boskiej Fatimskiej. Natomiast w 1998 ustawiono nowy ołtarz i lektorium. W nawie bocznej kaplica Matki Boskiej Częstochowskiej Królowej Polski. Nawę zamyka pokaźna empora. W podziemiach znajduje się tzw. kościół dolny. W 1990 na ścianie zewnętrznej, blisko wejścia od strony ul. Jaromira, wmurowano tablicę upamiętniającą ks. Bogdana Podhalańskiego, a w 2001 tablicę jubileuszową 30-lecia pracy duszpasterskiej proboszcza ks. Stanisława Szymkowiaka. W 2009 odsłonięto kolejną tablicę ukazującą Maksymiliana Marię Kolbego – patrona budowy kościoła. Na placu przed kościołem stoi figura Matki Boskiej z Dzieciątkiem, kiedyś znajdująca się w baraku-kościele. Na terenie przykościelnym stoi figura Serca Jezusowego. Od strony wieży kościelnej zasadzono drzewko-dąb „Karol” i ustawiono głaz, które mają upamiętnić pontyfikat Karola Wojtyły. Trzy metalowe krzyże z tablicami misyjnymi postawiono od strony skrzyżowania ulic: Jaromira i Zbyłowita.

## Galeria

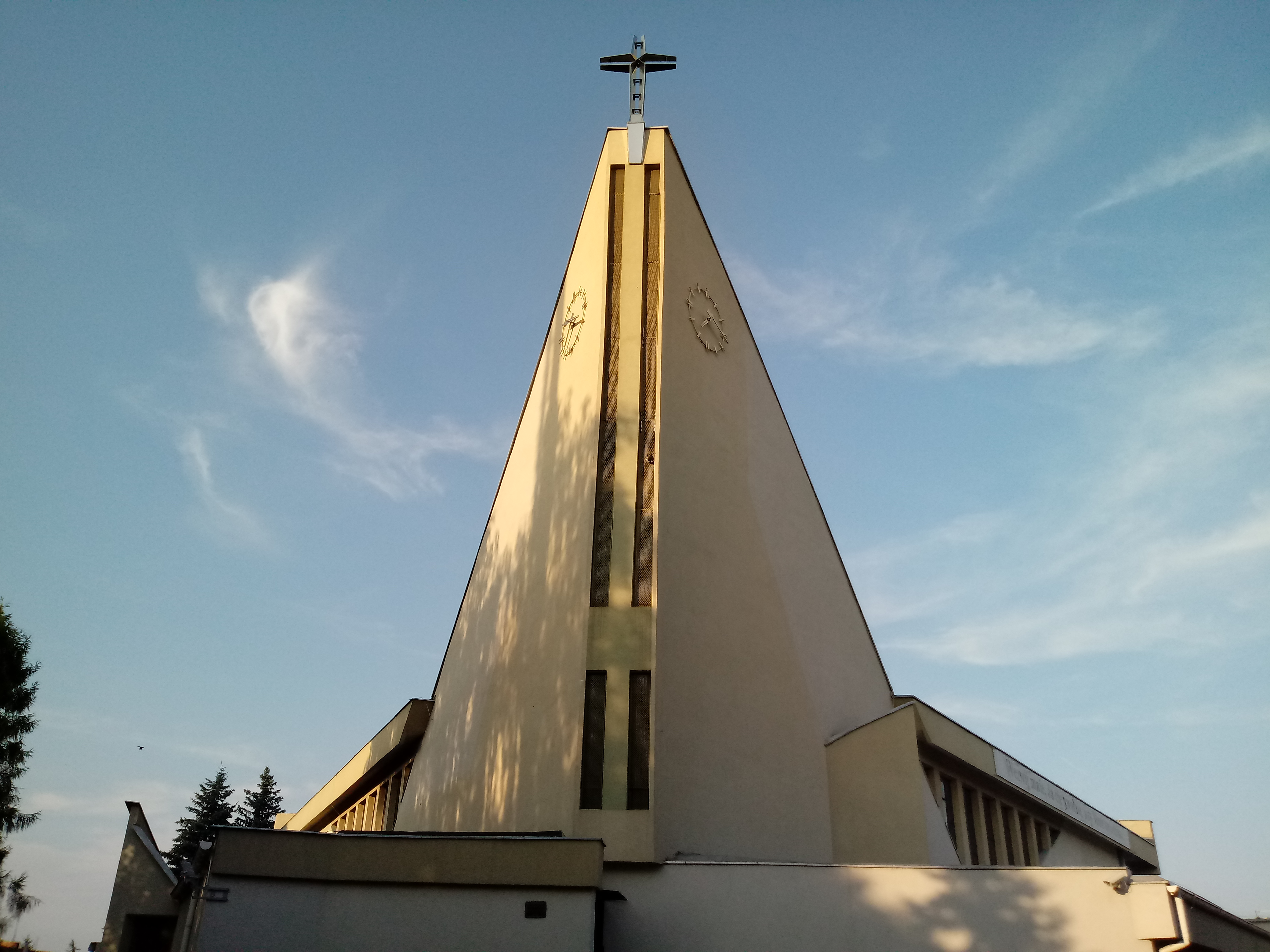
Wieża kościoła
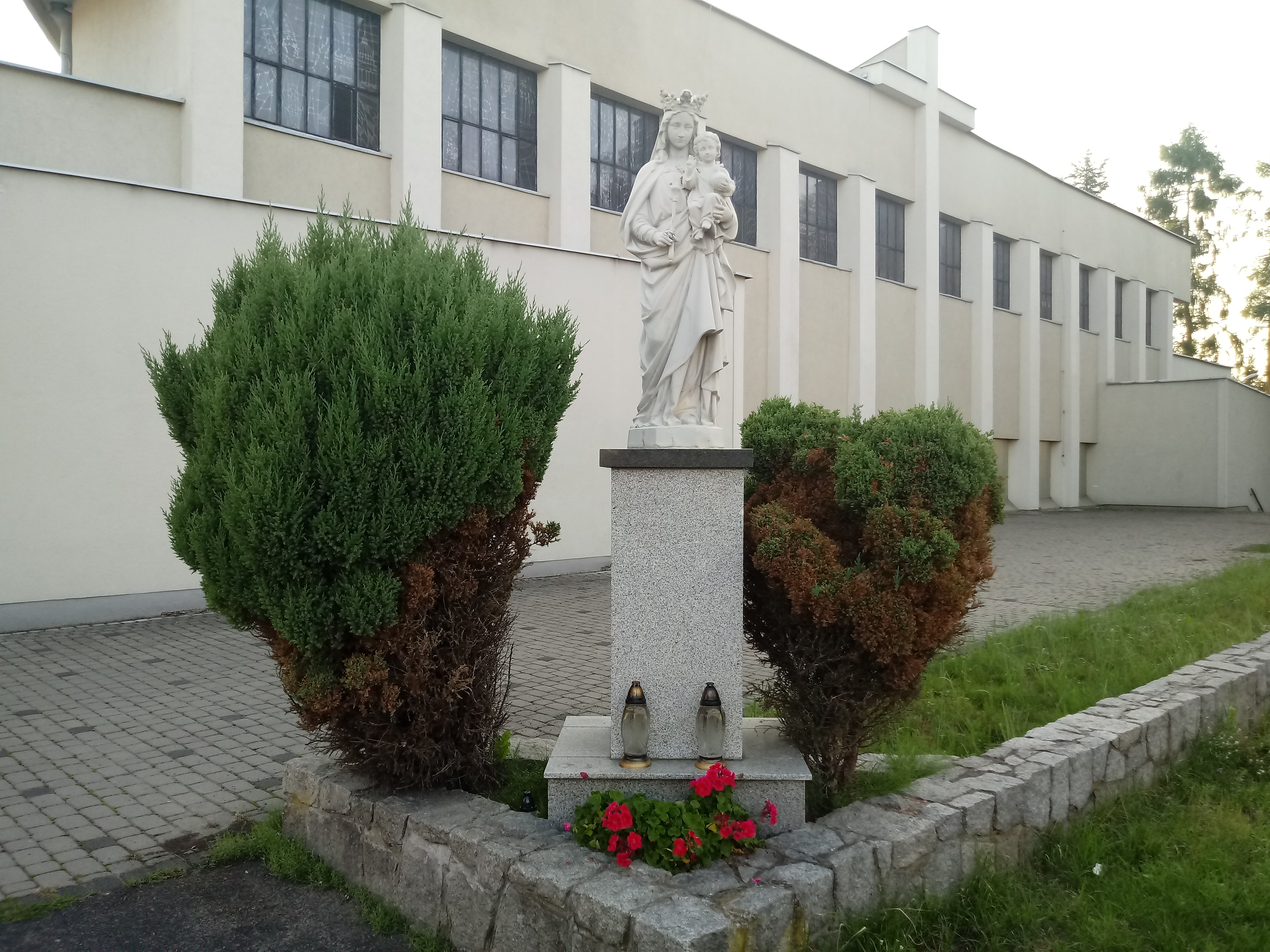
Figura Matki Boskiej z Dzieciątkiem
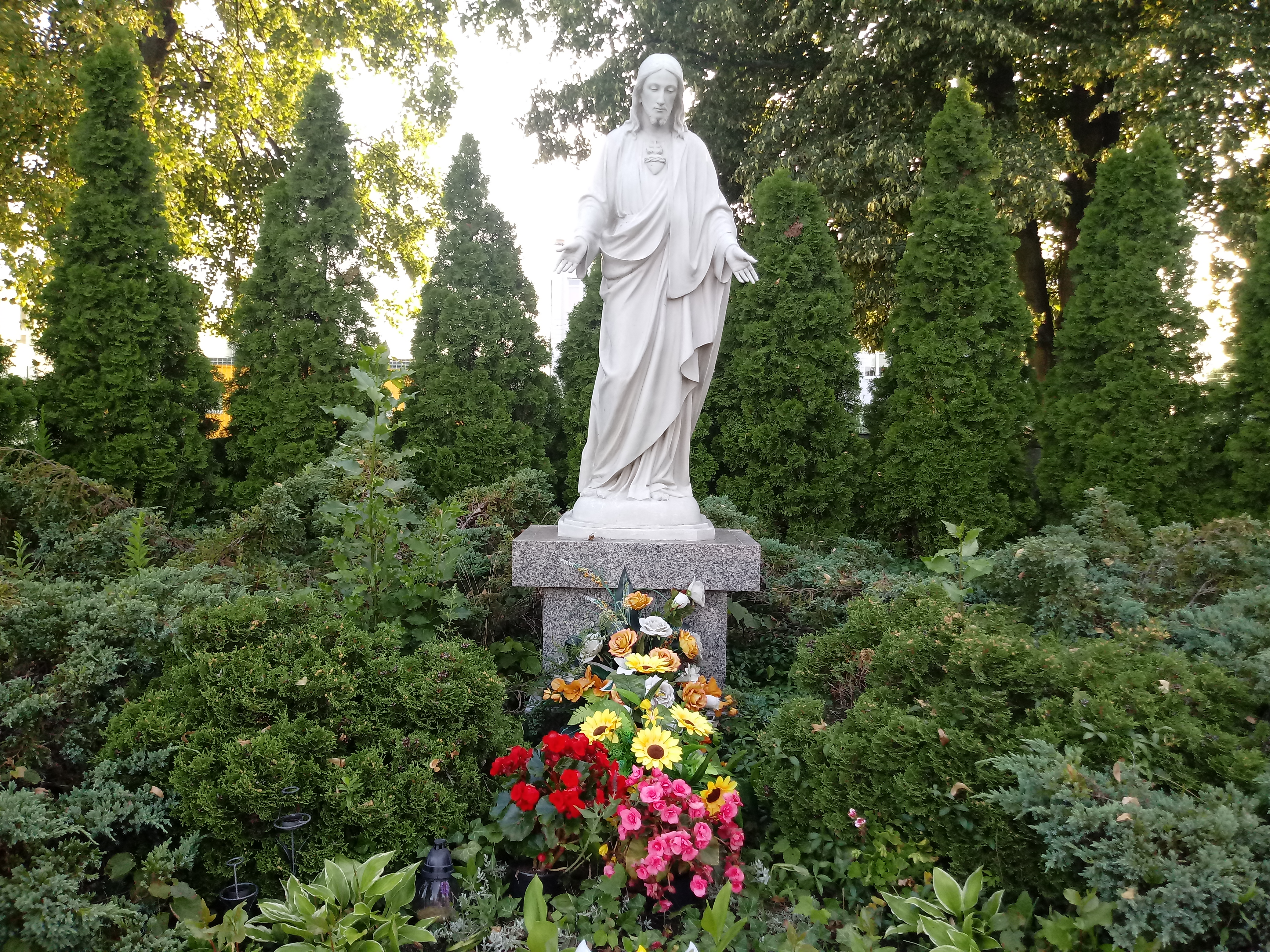
Figura Serca Jezusa